# 도널드 윌리엄 우얼
도널드 윌리엄 우얼(영어: Donald William Wuerl, 1940년 11월 12일 - )은 미국의 로마 가톨릭교회 추기경이다. 시애틀 보좌주교(1986-1987)와 피츠버그 교구장(1988-2006)을 거쳐 제6대 워싱턴 대교구장(2006-2018)을 맡았다. 2010년 교황 베네딕토 16세에 의해 추기경에 서임되었다.

## 유년 시절과 신학생
도널드 우얼은 미국 펜실베이니아주 피츠버그에서 프랜시스와 메리 애나 우얼 부부의 네 자녀 가운데 둘째 아들로 태어났다. 도널드 우얼에게는 웨인과 데니스라는 남자 형제와 캐롤이라는 여동생이 있다. 부친은 펜실베이니아 철도에서 야간에 자동차를 계량하고 운송하는 일을 하였으며, 제2차 세계대전 때 해군으로 복무하였다. 모친은 1944년에 사망하였으며, 부친은 1946년에 캐서린 카바너라는 여인과 재혼하였다.
도널드 우얼은 피츠버그의 마운트 워싱턴 지역에 있는 마운트 성당의 성 마리아 교구 학교에서 교육을 받았으며, 1958년에 졸업하였다. 신학 분야에서 최고 장학생으로 선정된 그는 워싱턴 D.C.에 있는 미국 가톨릭 대학교로 진학하였다. 1962년 학사학위를 받았으며, 1963년에는 철학 과목에서 석사학위를 받았다.
그는 로마로 유학 가서 교황청립 북아메리카 대학교로 공부를 계속하였다. 1967년에는 교황청립 그레고리오 대학교에서 신학 과정에서 석사학위를 받았다. 사제 서품을 받은 후에는 교황청립 성 토마스 아퀴나스 대학교로 진학해서 1974년에 신학 박사학위를 받았다.

## 사제
도널드 우얼은 1966년 12월 17일에 사제 서품을 받았다. 그의 첫 부임지는 피츠버그 그린필드 인근에 있는 성 로살리아 성당으로 그곳의 보좌신부로 봉사하였다. 곧이어 도널드 우얼은 당시 피츠버그 교구장으로 훗날 1969년에 추기경에 서임된 존 라이트 주교의 비서로 등용되었다. 도널드 우얼은 1969년 바티칸 시국으로 전근을 간 존 라이트 추기경을 따라가 1979년 그가 선종할 때까지 보좌하였다.
존 라이트 추기경이 중증 관절염을 앓아 1978년 휠체어를 타고 다녔기 때문에, 도널드 우얼은 존 라이트 추기경의 비서로서 콘클라베에 예외적으로 출입을 허락받은 비선거인 세 명 가운데 한 사람에 속했다. 당시 콘클라베에서는 카롤 보이티와 추기경이 새 교황으로 선출되어 교황 요한 바오로 2세가 되었다.
도널드 우얼은 1981년부터 1985년까지 피츠버그의 성 바오로 신학교의 학장으로 근무하였다. 1982년 그는 교황으로부터 미국 내 신학교들에 대한 조사를 위임받은 존 알로이시우스 마셜 주교의 행정 조수로 위촉되었다.

## 주교

도널드 우얼 추기경의 문장

도널드 우얼은 1985년 12월 3일 시애틀 대교구의 보좌주교 겸 로제마키의 명의주교로 임명되었으며, 1986년 1월 6일 바티칸 성 베드로 대성전에서 교황 요한 바오로 2세로부터 주교 서품을 받았다.
1988년 1월 12일 도널드 우얼은 피츠버그 교구의 교구장 주교로 임명되었으며, 1988년 3월 25일 착좌식을 가졌다.
2006년 6월 22일 도널드 우얼은 워싱턴 대교구의 대교구장으로 임명되었으며, 원죄 없이 잉태되신 성모 국립 대성당에서 착좌식을 가졌다. 그리고 2006년 6월 29일에는 교황 베네딕토 16세로부터 팔리움을 하사받았다.

### 추기경
2010년 11월 20일 교황 베네딕토 16세는 바티칸 성 베드로 대성전에서 도널드 우얼을 추기경으로 서임하였다. 도널드 우얼은 산 피에트로 인 빈콜리 성당의 사제급 추기경으로 임명되었다. 2010년 12월, 도널드 우얼은 성직자성과 그리스도인일치촉진평의회 위원으로 임명되었다.
2011년 10월 25일 교황 베네딕토 16세는 도널드 우얼 추기경을 새 복음화를 위한 2012년 제13차 세계 주교 시노드의 발언 대표자로 임명하였다.
2011년 12월 10일 도널드 우얼은 교황청 문화평의회 위원으로 위촉되었다.

## 사회 및 정치적 행보

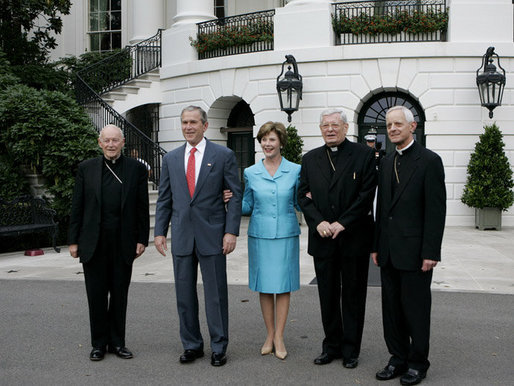
백악관에서 조지 W. 부시 대통령과 로라 부시 부부와 만남을 가진 워싱턴 대교구장 도널드 우얼과 전임 대교구장 시어도어 에드거 맥커릭, 주미교황대사 피에트로 삼비.

도널드 우얼은 신학적으로는 보수적이지만, 권위주의자는 아닌 것으로 평가된다. 그는 낙태에 찬성하는 가톨릭 정치인들에게는 영성체를 거부해야 한다는 결정을 지지하면서도 “우리의 주요 사명은 사람들을 가르치고 깨닫게 하기 위해 끊임없이 노력해야 하는 것이다. 우리나라(미국)의 전통은 (지금까지 교회의 가르침에 벗어난 정치인들에 대해) 영성체를 허락하지 않는 방향으로 가는 것이 아니었는데, 나는 이것에 전적으로 지지한다.”라고 말했다. 2006년 11월 14일 메릴랜드주 볼티모어에서 회동을 가진 미국의 가톨릭 주교들은 동성애자들을 상대로 사목하는 가톨릭 사제들은 동성에 대한 매력은 정상적인 것이 아니라는 교회의 가르침을 고수해야 하며, 동성애적 취향을 가진 신자들에 대해서는 정결한 삶을 격려하되 자신의 성적 취향을 공개하지 않도록 저지해야 한다는 내용의 지침을 발표했다. 도널드 우얼은 “이 지침은 동성애자에 대한 사목에 철퇴를 가하자는 목적이 아니다.”라면서 “교회는 동성애가 고무되는 문화 속에서도 진정한 교회의 가르침이 어떤 것이라는 것을 계속 얘기해야 하는 임무가 있다.”라고 설명했다. 2009년 워싱턴 D.C. 시의회에서는 제출된 동성결혼 법안을 검토한 후에 통과시켰다. 이에 같은 해 11월에 도널드 우얼은 낙태와 동성결혼 등 종교적 양심을 거스르는 문제를 법으로 허용하는 것에 반대하는 내용을 담은 맨해튼 선언으로 알려진 가톨릭, 정교회, 개신교의 기독교 연합 성명서에 서명하였다. 가톨릭교회에서는 혼인은 한 남자와 한 여자 사이에서만 이루어질 수 있으며, 동성결혼에 대한 사회적 용인은 결국 사회 전체의 공동선을 위태롭게 만든다고 가르치고 있다.

## 같이 보기
- 미국의 로마 가톨릭교회